# آلاء حمدان
آلاء حمدان (ولدت في 6 أبريل 1988م)، هي مخرجة ومصورة ومدوّنة وصانعة أفلام، ولدت في مدينة القدس.

## حياتها
ولدت في مدينة القدس وعاشت فيها سنواتها الأولى، ثم انتقلت مع عائلتها إلى الأردن، ودرست هناك وتخصصت في اللغة الإسبانية، وحصلت على منحة دراسية عام 2012م للالتحاق بجامعة غرناطة لمدة ستة أشهر.
شاركت في أكثر من عشرة معارض دولية ومحلية منها: معرض كان في مدينة بيرزيت بالضفة الغربية وفي نيويورك، كما كان لها نصيب من الفوز بخمسة جوائز في مسابقات تصوير متنوعة المراتب.

## مشوارها الفني مع التصوير
بدأت مشوارها في مدينة غرناطة في إسبانيا لمتابعة دراسة تخصص اللغات عام 2010م، إلا أن المناظر الطبيعية دفعتها لدفع 40 دولاراً لشراء أول كاميرا لها من نوع (كوداك) لممارسة هوايتها ونقل جمال الأرض للعالم.
في اطار مشاركتها بالمعارض الفنية، حصلت آلاء على ست جوائز خلال 31 مصوراً في الأردن، ومعرض في مدينة نيويورك بعنوان (Arts meets Times Square)، ومعرض في عيونهن في مدينة بيرزيت في فلسطين، حيث أظهرت فيها الربيع وعيد الأم ويوم المرأة والعديد من مشاهد الحياة المختلفة.

## إنجازات
اختيرت آلاء حمدان عضواً في لجان التحكيم في عدد من مهرجانات الأفلام العالمية بعد أن حازت على عدّة جوائز كمخرجة، منها:
- المركز الرابع في مهرجان دبي الثقافي (أكتوبر 2015 م)، عن فيلمها القصير «قيد الإنشاء -Under Construction».
- مهرجان الأفلام السياحية في إسطنبول (2016م)، عن فيلمها "While in Turkey".
- مهرجان SILA للأفلام (2016م)، عن فيلمها السياحي "While in London".

## الجوائز
- شاركت آلاء حمدان في العديد من مسابقات التصوير الفوتوغرافي الوطنية والعالمية، وحازت على عدّة جوائز، منها:
- جائزة تصوير الوجوه (البورتريه) في مسابقة تقاطع ضوئي عام 2015م.
- جائزة أمانة عمان الكبرى للتصوير الفوتوغرافي للمرأة.
- جائزة مهرجان دبي للإبداع سنة 2015م.[2]

## حاليًا
منذ 2018م تقدم برنامج «سينيراما» الخاص بالسينما وصناعة الأفلام، والذي يُعرض على قناة رؤيا الأردنية. بث لحد الآن 15 حلقة.